# Романовка (Чишминський район)
Рома́новка (рос. Романовка, башк. Романовка) — село у складі Чишминського району Башкортостану, Росія. Входить до складу Чувалкіповської сільської ради.
Населення — 8 осіб (2010; 20 у 2002).
Національний склад:
- росіяни — 90 %